# Macedo do Mato
Macedo do Mato (ou Macedinho) est une freguesia portugaise de la municipalité de Bragance ; sa superficie est de 15,54 km2 et sa densité de 13,4 hab/km² (208 habitants en 2011). Composée des villages de Macedinho, Frieira et Sanceriz, c'est une des freguesias les plus au Sud de la municipalité, elle se trouve d'ailleurs collée à la municipalité voisine de Macedo de Cavaleiros à la marge du ruisseau de Vale de Moinhos.

Macedo do Mato (en rouge) est l'une des freguesias les plus au sud de la municipalité de Bragance.

## Histoire et patrimoine
La zone de la freguesia possède d'abondants vestiges archéologiques, le plus ancien étant le hameau fortifié du Cabeço da Terronha qui date de l'âge du fer: de par son implantation, le local possède de bonnes conditions naturelles de défense ainsi qu'un bon contrôle géo-stratégique sur la région. Les vestiges recueillis à la superficie se constituent fondamentalement de fragments de type commun. Il existe aussi une grande quantité de fragments de tuile de 'meia cana' (ou tuile mauresque) et de certains fragments de céramique plus récente. Une stèle funéraire romaine dotée de l'inscription « DOCIO SANIGII ANNO / RVM LX » fut découverte à Sanceriz.
Cette freguesia a de nombreuses traditions historiques - non seulement sa sede, mais aussi ses lieux annexes. Ainsi, Sanceriz eut une carta de foral, donnée à Bragance le 30 décembre 1284, ainsi qu'un foral novo, concédé par Dom Manuel Ier (ou Emmanuel Ier) au XVe siècle.
Dans la première moitié du XIXe siècle, les luttes opposant libéraux et absolutistes lors de la guerre civile portugaise (ou guerre libérale) passèrent par la freguesia. Les miguelitas, battus, furent suivis jusqu'à la Coitada, entre Macedinho et Bagueixe, où ils furent, une nouvelle fois, complètement annihilés.
Le conseil de Sanceriz disparaîtra en 1836 et appartient au conseil d'Izeda jusque 1855, date à laquelle elle changera définitivement pour celui de Bragance. Frieira aussi fut un bourg et une sede de conseil. Le pilori médiéval (pelourinho medieval) de Frieira, de « type bragançano » du XIIIe ou XIVe siècle est classé comme Immeuble d’Intérêt Public (Imóvel de Interesse Público) depuis 1933. Seuls deux éléments restent d'origine : la base et le chapiteau : les éléments restants furent détruits et utilisés pour la construction. Quant à celui de Sanceriz, lui aussi classé comme Immeuble d'Intérêt Public et de « type bragançano », est un pilori construit au XIVe siècle ayant une base de tronc pyramidale peu vulgaire, de forme oblongue et un sommet possédant des rosettes sur les côtés. Le pont médiéval de Frieira est classé comme Immeuble de valeur de conseil (Imóvel de Valor Concelhio) schiste qui permet de passer la rivière de Vilalva au centre du village de Frieira.

## Traditions
Il y existe la forte tradition, comme dans la région transmontana en général, de la matança do porco (abattage du porc), d'où l'on produit le fameux fumeiro (alheiras, linguiças, morcelas, azedos, chouriços doces (saucissons sucrés), et botelos).
Il y existe aussi une forte tradition qui consiste en la réalisation d'une brasier de la Pâques (Fogueira da Páscoa) qui consiste dans le rassemblement de la population autour d'un énorme brasier, toute la nuit lors du samedi de l’alléluia (hallelujah).

## Transports
Chaque mercredi (sauf jours fériés), un véhicule du STUB (« Serviço de Transportes Urbanos de Bragança ») fait un aller-retour vers la capitale du district, Bragance.

## Architecture
- L'église Matriz à Macedinho,
- l'église Matriz à Sanceriz,
- l'église Martiz à Frieira,
- la chapelle de São João à Frieira,
- le Centro de Convívio de Macedinho,
- le Centro de Convívio de Frieira,
- le Centro de Convívio de Sanceriz.

## Autres Monuments
- Le Cruzeiro de Frieira,
- le pilori de Frieira,
- le pilori de Sanceriz,
- la Fontaine de Mergulho Romana de Macedinho,
- la Fontaine de Mergulho de Sanceriz,
- le pont médiéval de Frieira.

## Gastronomie
- Fumeiro dérivé de l'abattage du porc (« matança do porco »),
- Botelo  com Casulas,
- Folar da Páscoa (Folar de Pâques),
- Roscas Regionais (Roscas Régionales),
- Alcaparras.

## Démographie

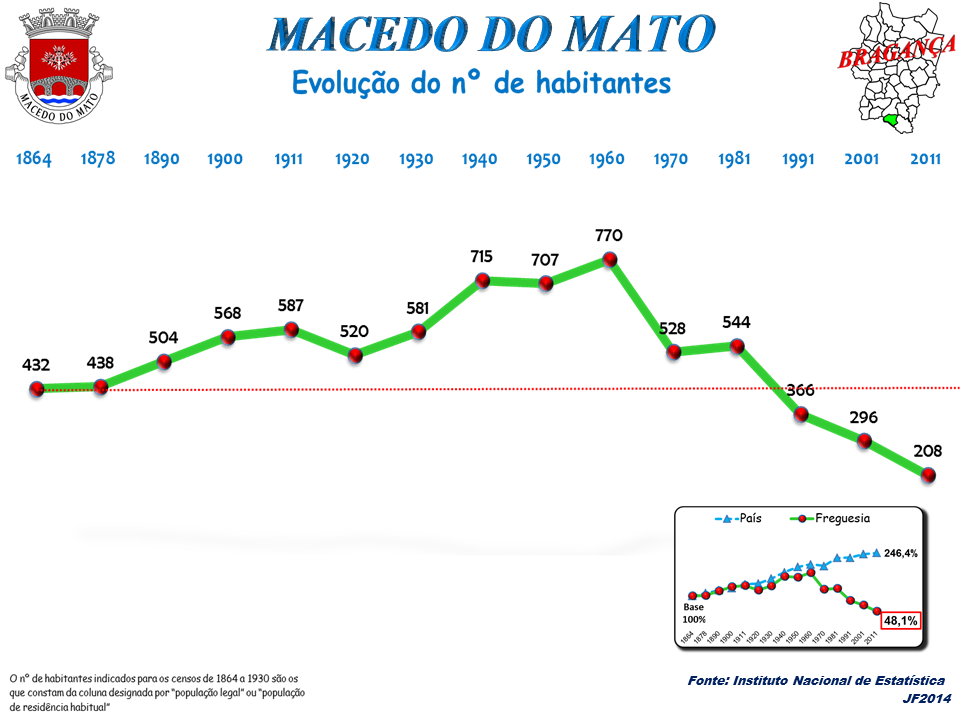
Evolution du nombre d'habitants à Macedo do Mato de 1864 à 2011.
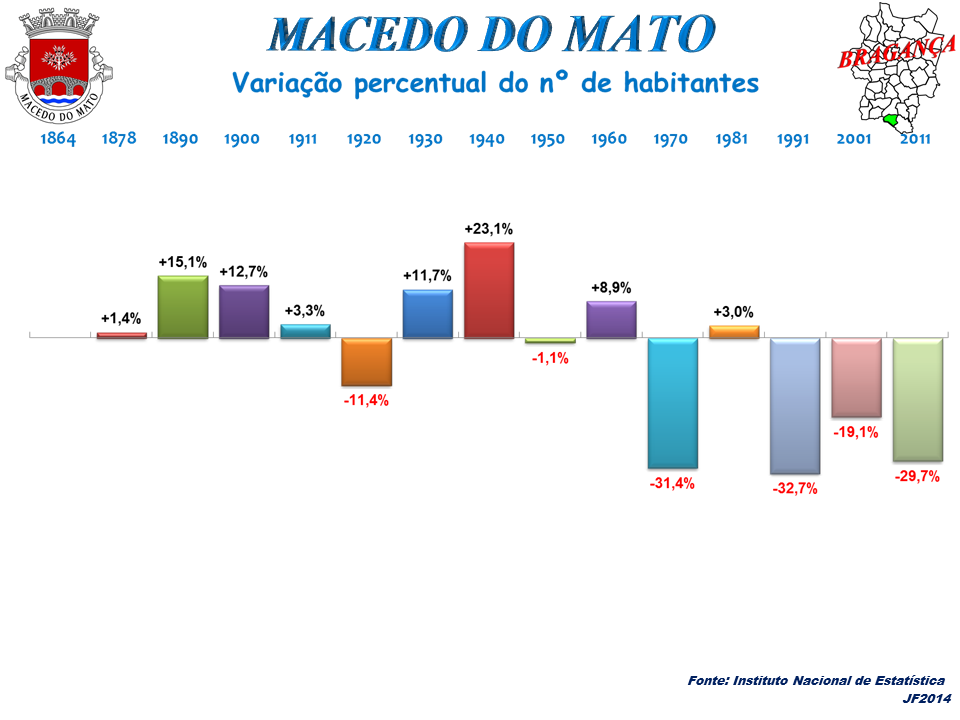
Variation du pourcentage d'habitants de Macedo do Mato de 1864 à 2011.
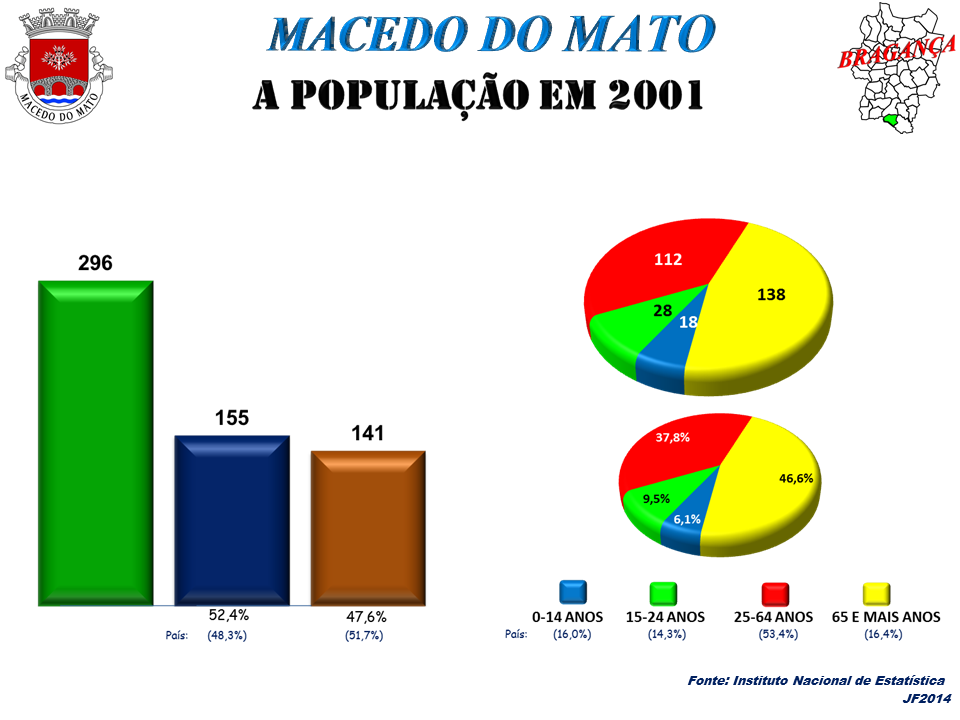
Population de Macedo do Mato en 2001.
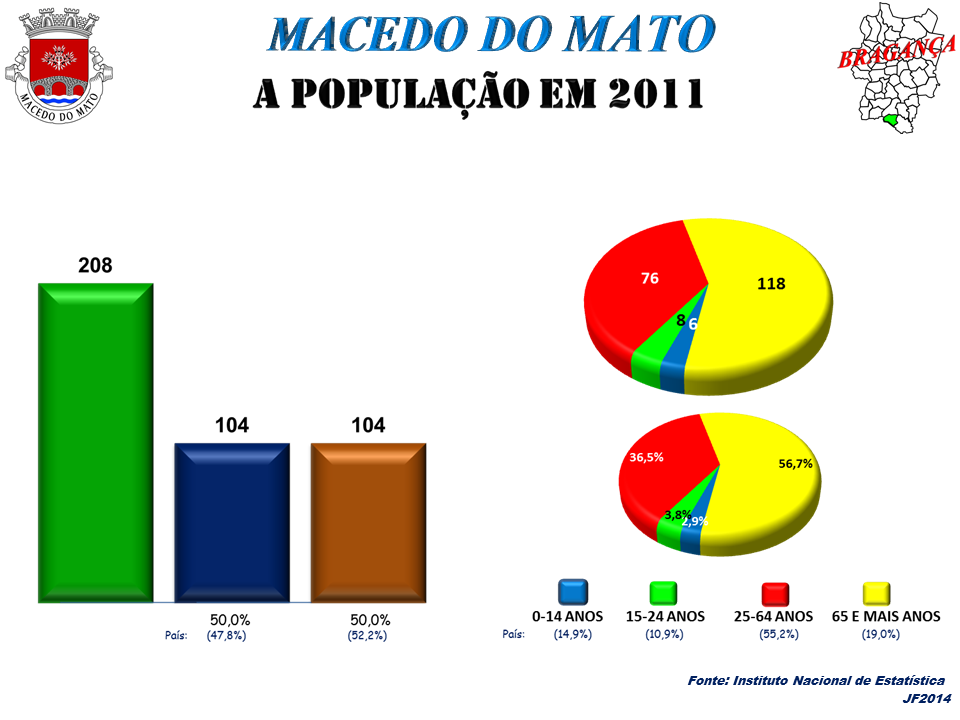
Population de Macedo do Mato en 2011.

## Galerie

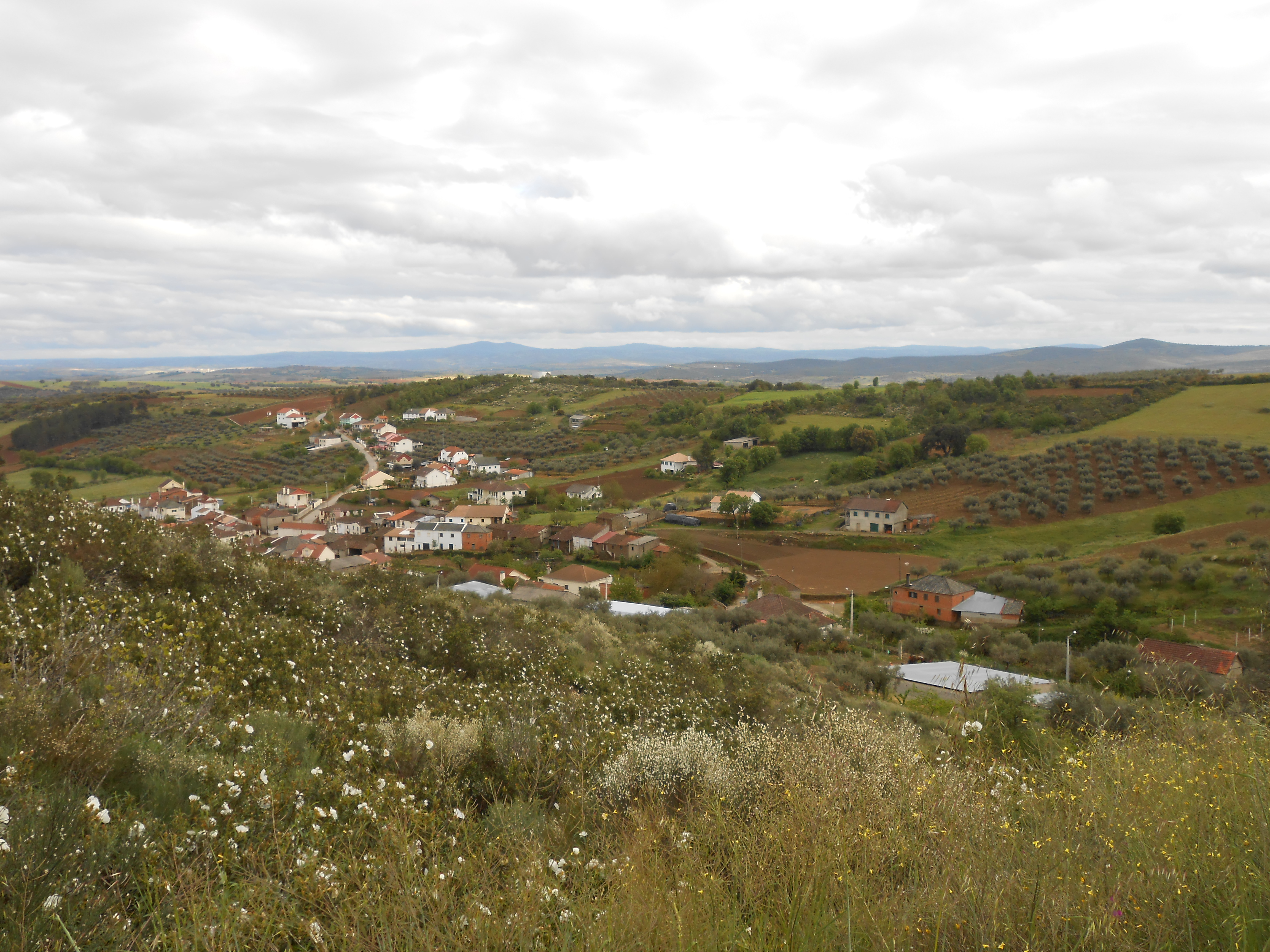
Vue globale du village de Macedo do Mato en 2013.
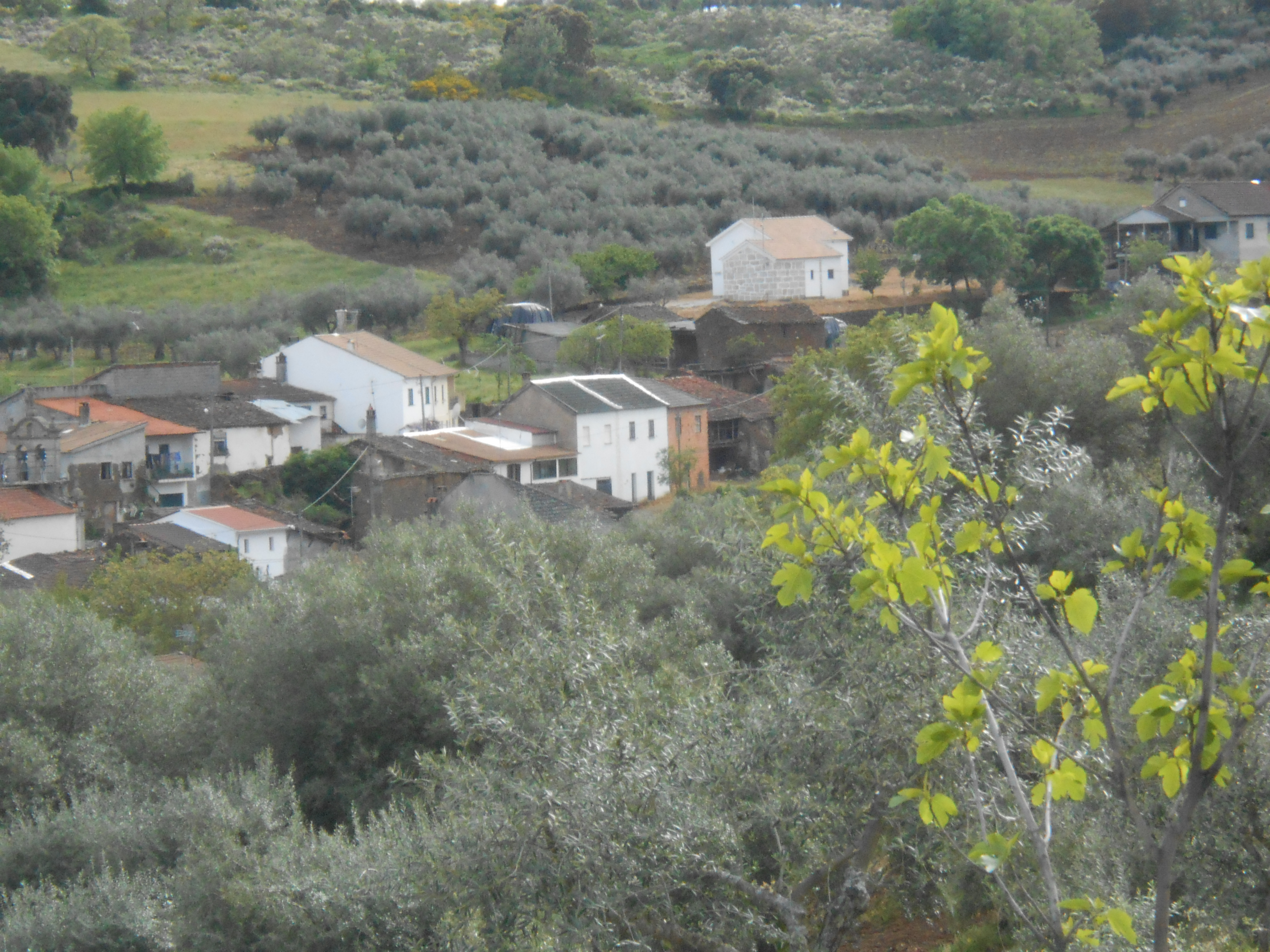
Vue de la rue de l'église dans le village de Macedo do Mato en 2013.
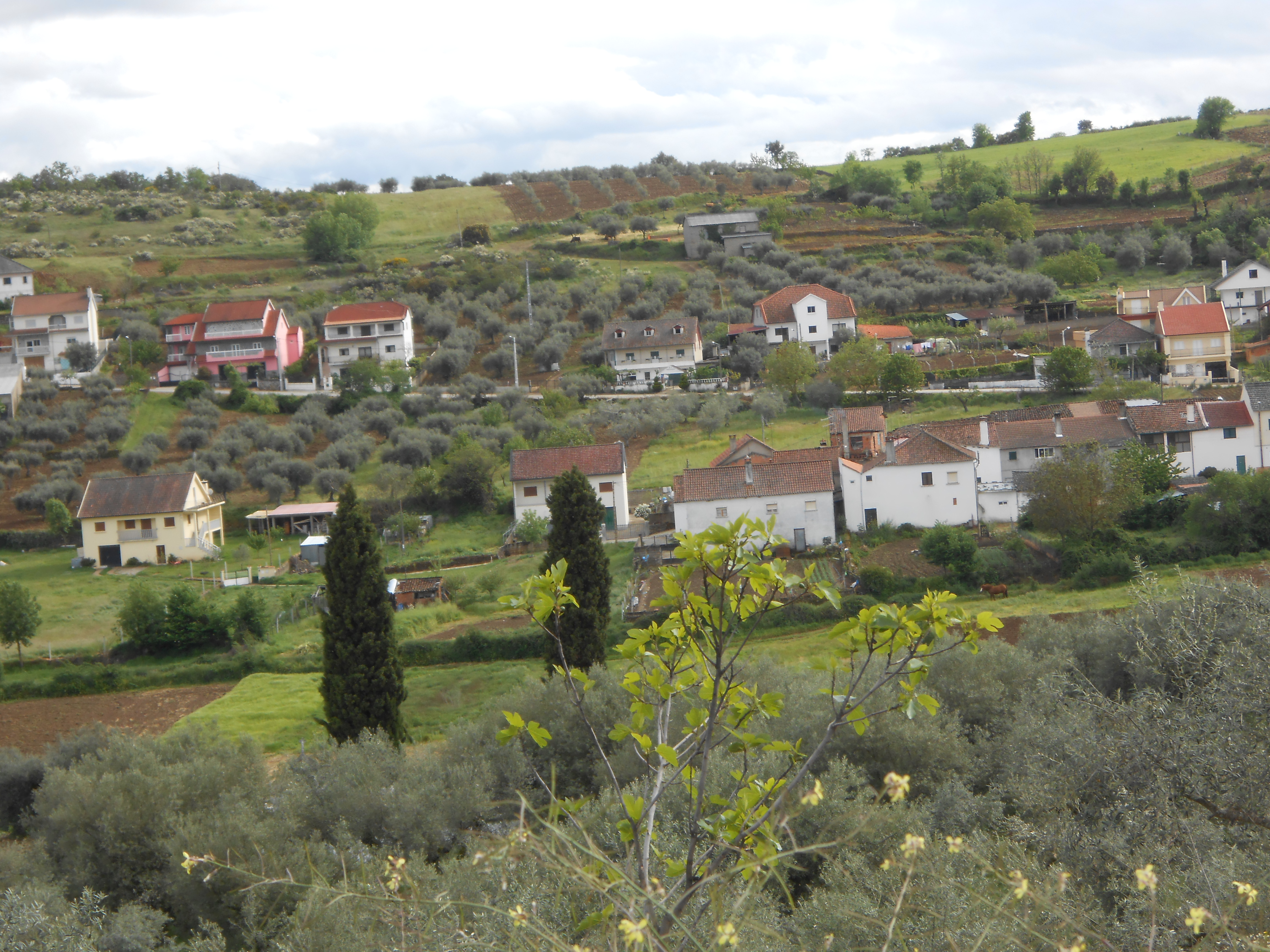
Vue de la rue principale dans le village de Macedo do Mato en 2013.